# Достицький сільський округ (Алакольський район)
Дости́цький сільський округ (каз. Достык ауылдық округі, рос. Достыкский сельский округ) — адміністративна одиниця у складі Алакольського району Жетисуської області Казахстану. Адміністративний центр — село Достик.
Населення — 6381 особа (2021; 4819 у 2009, 2882 у 1999, 94 у 1989).
Станом на 1989 рік селища Жаланашколь та Коктума перебували у складі Бескольської селищної ради, смт Дружба було покинутим. До 2013 року округ мав статус селищної адміністрації і називався Достицькою селищною адміністрацією.

## Склад
До складу адміністрації входять такі населені пункти:
| Населений пункт               | Населення, осіб (1989) | Населення, осіб (1999) | Населення, осіб (2009) | Населення, осіб (2021) |
| ----------------------------- | ---------------------- | ---------------------- | ---------------------- | ---------------------- |
| Достик, село                  | -                      | 2688                   | 4698                   | 6314                   |
| Жаланашколь, станційне селище | 43                     | 64                     | 51                     | 27                     |
| Коктума, станційне селище     | 51                     | 130                    | 70                     | 40                     |